# 贝鲁埃科
贝鲁埃科，是西班牙阿拉贡自治区萨拉戈萨省的一个市镇。 总面积20平方公里，总人口37人（2001年），人口密度2人/平方公里。